# Banco (Fluss)
Der Banco ist ein kleiner Küstenfluss im Distrikt Abidjan in der Lagunen-Region der Elfenbeinküste.

## Verlauf
Der Fluss entspringt dem Banco-Wald im Nationalpark Banco und fließt in südliche Richtung. Er mündet zwischen Adjamé und Yopougon, zwei Stadtteile der ehemaligen Hauptstadt Abidjan, in die Baie du Banco, eine Bucht der Ébrié-Lagune.